# Смбатян, Ашот Гвидонович
Ашот Гвидонович Смбатян (арм. Աշոտ Գվիդոնի Սմբատյան; род. 30 апреля 1969, Ереван) — армянский математик и дипломат. Посол Армении в Германии (2015—2021) и Грузии (2022—н. в.).

## Биография
Родился 30 апреля 1969 года в Ереване. В 1985—1991 годах обучался на математическом факультете Ереванского государственного университета. В 1987—1988 проходил воинскую службу в Вооружённых силах СССР.
В качестве стипендиата Германской службы академических обменов обучался на математическом факультете Дрезденского технического университета (1990—1991) и в аспирантуре Лейпцигского университета (1991—1993). В 1991—1993 годах работал исследователем в немецкой компании AVX.
В 1993—1997 годах обучался на экономическом факультете Берлинского университета имени Гумбольдта. В 1994—1996 годах преподавал на математическом факультете там же. В 1996—1997 годах преподавал математику в сенатском колледже науки и исследований Берлина.
В 1997—2008 годах являлся главой офиса посольства Армении в Германии. В 2009 году работал советником-экспертом в Министерстве иностранных дел Армении.
В 2010—2011 годах работал исследователем и старшим советником в компании CUP.
В 2011—2013 годах работал в европейском отделении Министерства иностранных дел Армении. В 2013—2014 и 2015 годах работал в благотворительном фонде при посольстве Армении в Германии. В 2014—2015 годах являлся посланником в посольстве Армении в Германии.
В 2015—2021 годах являлся послом Армении в Германии. В 2018—2021 годах по совместительству являлся послом Армении в Лихтенштейне.
В 2021—2022 годах работал советником аппарата министра иностранных дел Армении.
В 2022 году назначен послом Армении в Грузии. В 2022 году по совместительству назначен послом Армении в Венгрии.
Имеет дипломатический ранг чрезвычайного и полномочного посла. Знает немецкий и русский языки. Женат, имеет двоих детей.